# Řád koloniální říše
Řád koloniální říše (portugalsky Ordem do Império Colonial), později Řád říše (portugalsky Ordem do Império), bylo portugalské státní vyznamenání udílené v letech 1932 až 1974.

## Historie a pravidla udílení
Řád byl založen dne 15. dubna 1932. Vznikl za vlády portugalského premiéra Antónia de Oliveira Salazara. Udílen byl za vynikající službu poskytovanou na území portugalských kolonií. Velmistrem řádu byl úřadují prezident Portugalska. V roce 1951 bylo oficiálně z názvu odstraněno slovo koloniální. Úplně přestal být řád udílen dne 25. dubna 1974. Ocenění měli i nadále právo nosit řádové insignie.
V pořadí seniority se řád nacházel přímo za Řádem svatého Jakuba od meče a za Řádem prince Jindřicha.
Celkem byl řád udělen 22 cizincům (8 Belgičanům, 6 Britům, 4 Francouzům, 2 Španělům, Norovi a Číňanovi) a 364 Portugalcům.

## Třídy
Řád byl udílen v pěti třídách:
- velkokříž (Grã-Cruz) – Řádový odznak se nosil na široké stuze spadající z pravého ramene na protilehlý bok. Pozlacená řádová hvězda se nosila nalevo na hrudi.
- velkodůstojník (Grande Oficial) – Řádový odznak se nosil na stuze kolem krku. Pozlacená řádová hvězda se nosila nalevo na hrudi.
- komtur (Comendador) – Řádový odznak se nosil na stuze kolem krku. Stříbrná řádová hvězda se nosila nalevo na hrudi.
- důstojník (Oficial) – Řádový odznak se nosil na stužce s rozetou nalevo na hrudi. Řádová hvězda této třídě již nenáležela.
- rytíř (Cavaleiro) – Řádový odznak se nosil na stužce bez rozety nalevo na hrudi.

velkokříž
velkodůstojník
komtur
důstojník
rytíř

## Insignie
Řádový odznak má tvar červeně smaltovaného tlapatého kříže. V případě rytíře je kříž stříbrný, v případě vyšších tříd je pozlacený. Uprostřed kříže je barevně smaltovaný státní znak Portugalska.
Řádová hvězda je osmicípá fasetovaná. Ve třídě velkokříže a velkodůstojníka je pozlacená a ve třídě komtura stříbrná. Uprostřed hvězdy je státní znak Portugalska.
Stuha je červená s úzkým černým proužkem uprostřed a úzkými černými proužky lemující oba okraje.